# 白玉県
白玉県（はくぎょく-けん、ペユル、dpal yul）は中国四川省カンゼ・チベット族自治州西部に位置する県。西はチベット自治区との境界線で、金沙江が県境を北から南へ流れている。2013年1月18日にM5.4の地震が発生した。
白玉県の著名な寺院にはニンマ派六大本山の嘎拖寺（カトク・ゴンパ）、白玉寺（ペユル・ゴンパ）などがある。

## 行政区画
| 区分 | 数 | 名称                                                        |
| ---- | -- | ----------------------------------------------------------- |
| 鎮   | 4  | 建設 阿察 河坡 蓋玉                                         |
| 郷   | 12 | 金沙 絨蓋 章都 麻絨 熱加 登龍 贈科 麻邛 遼西 納塔 安孜 沙馬 |

## 健康・医療・衛生
- 白玉県人民医院